# Félix Ruiz
Félix Ruiz Gabari est un joueur de football espagnol né le 14 juillet 1940 à Olite et mort le 11 février 1993 à Madrid à l'âge de 52 ans.

## Carrière

### Début à Osasuna Pampelune (1957-1961)
Ruiz se fait connaitre du monde footballistique lors de la saison 1958-1959 en comptant parmi les rangs de Osasuna, il n'a que 18 ans. Il commence très fort en disputant 20 matchs et en inscrivant 6 buts ; Osasuna termine 8e à la fin du championnat.
Après ces bons débuts, Ruiz impressionne encore en marquant 8 buts en 29 matchs disputés lors de la saison 1959-1960 mais il ne peut empêcher la relégation de Osasuna et décide de partir.

### Real Madrid (1961-1968)
Ruiz passe la saison 1960-1961 sans club. Il marque son unique but en sélection le 10 décembre 1961 au Stade olympique Yves-du-Manoir, il marque le seul but espagnol durant ce match contre la France (1-1). Il est engagé avec le Real Madrid lors de la saison 1961-1962 mais au Real, les places sont chères et Ruiz prend part à 12 confrontations et inscrira 3 buts ; mais il gagne le Championnat d'Espagne de football 1961-1962. Cette même saison, il gagne la Coupe d'Espagne de football avec le Real après une victoire sur le FC Séville 2-1.
Félix trouve son équilibre la saison suivante en disputant 23 matchs et en claquant 13 buts, il gagne la confiance de ses dirigeants et remporte le Championnat d'Espagne de football 1962-1963 ainsi que celui de 1963-1964 où il marque à 4 reprises.
Félix est de l'aventure lors de l'Euro 1964 qui permet à l'Espagne de remporter le titre de champion d'Europe, il ne participe pas à la demi et à la finale malheureusement. 
Les saisons passent et Ruiz dispute de moins en moins de matchs, il est titulaire dix fois lors de la saison 1964-1965 et marque 4 buts.
La saison 1965-1966 est une année sans titre national pour Madrid qui finit second derrière son voisin l'Atlético Madrid. Madrid fait un parcours formidable en Coupe des clubs champions européens 1965-1966 en éliminant tour à tour le Feyenoord Rotterdam (2-1;0-5), Kilmarnock (2-2;1-5), le RSC Anderlecht (1-0;2-4), l'Inter Milan (1-0;1-1) et bat en finale le Partizan Belgrade 2-1 (Ruiz ne joue pas cette finale).
Ruiz est présent à 20 reprises en 1966-67, il remporte un nouveau titre de champion d'Espagne et marque 5 buts, la saison 1967-1968 ne le voit jouer que 3 matchs pour 2 buts inscrits, il remporte son dernier titre de champion d'Espagne cette saison car il prend sa retraite après ce succès.

## Palmarès
- Ligue des champions de l'UEFA : 1965-1966
- Championnat d'Espagne de football : 1961-1962, 1962-1963, 1963-1964, 1964-1965, 1966-1967, 1967-1968 (6 fois)
- Coupe d'Espagne de football : 1961-1962
- Champion d'Europe 1964